# Liabinae
Liabinae Cass. ex Dumort. è una sottotribù di piante angiosperme dicotiledoni della famiglia delle Asteraceae.

## Etimologia
Il nome della sottotribù deriva dal suo genere tipo Liabum Adans., 1763.
Il nome scientifico di questa sottotribù è stato definito per la prima volta dai botanici Barthélemy Charles Joseph Dumortier (Tournai, 3 aprile 1797 – 9 giugno 1878), botanico, naturalista e politico belga e Alexandre Henri Gabriel de Cassini (1781 – 1832), botanico e naturalista francese, nella pubblicazione "Analyse des Familles de Plantes: avec l'indication des principaux genres qui s'y rattachent. Tournay - 31" del 1829.

## Descrizione

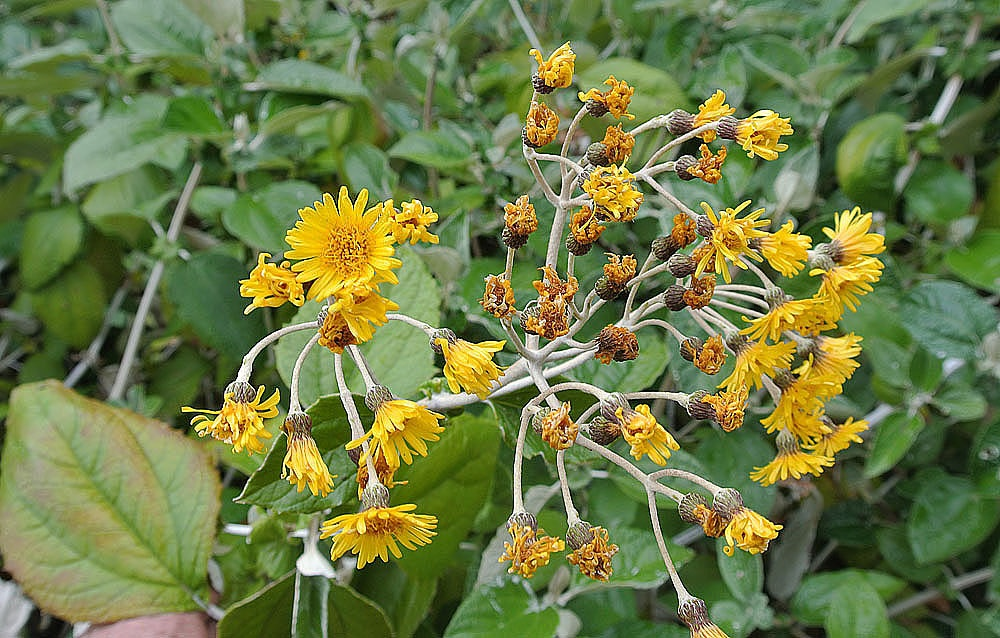
Infiorescenza
Liabum igniarium

Le specie di questa sottotribù hanno un ciclo biologico perenne. Le dimensioni variano: da piante erbacee a arbusti, fino a piccoli alberi (in Ferreyranthus alcune specie sono alte fino a 6 metri). La maggioranza dei generi di questa sottotribù hanno delle specie che sono prive di latice (Ferreyranthus, Liabum e Oligactis). La pubescenza in genere è bianco-tomentosa, ed è formata da peli semplici e si trova sugli steli e sulle superfici abassiali delle foglie, talvolta all'apice delle brattee involucrali. In alcuni casi la pubescenza è rigida.
Le foglie in genere sono disposte lungo il fusto in modo opposto (possono essere presenti delle rosette basali); sono picciolate o raramente sono sessili. Alla base delle foglie possono essere presenti delle pseudostipole o dei dischi nodali, talvolta fusi nella guaina. Il contorno della lamina può essere intero con forme da lineare ad ampiamente triangolari, ovali, oblanceolate o ellittiche (raramente pennatosetto). Le venature sono trinervate, pennate o palmate. I bordi, se con sono continui, possono essere dentati in modo acuto o lobato. La superficie può essere liscia oppure bollosa (Dillandia). La consistenza in genere è fogliacea oppure carnosa.
L'infiorescenza è formata da capolini di tipo radiato eterogamo. I capolini possono essere raccolti in formazioni corimbose (Liabum solidageniu), subcimose o tirsoidi oppure sono singoli (monocefali) con peduncoli (raramente sono sessili). La struttura dei capolini è quella tipica delle Asteraceae: un peduncolo, a volte allungato (Dillandia subumbellata), sorregge un involucro a forma da cilindrica a emisferica composto da diverse squame (o brattee) disposte in più serie in modo embricato e scalato che fanno da protezione al ricettacolo sul quale s'inseriscono due tipi di fiori: quelli esterni ligulati, disposti a raggiera e quelli interni tubulosi molto più numerosi. Il ricettacolo, alveolato, spesso con creste o punte sporgenti, è nudo (senza pagliette).
I fiori sono tetra-ciclici (ossia sono presenti 4 verticilli: calice – corolla – androceo – gineceo) e pentameri (ogni verticillo ha in genere 5 elementi). I fiori si dividono in due tipi: del raggio e del disco. I fiori del raggio (ligulati e zigomorfi) sono di solito presenti (da 3 a 320), sono femminili e fertili. I fiori del disco (tubulosi e actinomorfi, da 3 a 150) sono in genere ermafroditi.
- Formula fiorale:

*/x K {\displaystyle \infty }, [C (5), A (5)], G 2 (infero), achenio
- Calice: i sepali del calice sono ridotti ad una coroncina di squame.

- Corolla: le ligule delle corolle dei fiori del raggio hanno delle forme da lineari a ellittico-oblunghe (sempre ben sviluppate) e terminano con tre denti, sono colorate di giallo (raramente rosso o porpora); le gole dei fiori del disco sono ampie fin dalla base, mentre i lobi sono allungati e lineari, il colore è giallo.

- Androceo: gli stami sono 5 con filamenti liberi e distinti, mentre le antere sono saldate in un manicotto (o tubo) circondante lo stilo. Le antere hanno delle code con frange e le teche sono pallide. Il polline è ricoperto da spine in modo uniforme. Il polline è sferico (diametro: 25 - 50 micron), e tricolporato, echinato (non è mai costato).

- Gineceo: lo stilo è filiforme, mentre gli stigmi dello stilo sono due, brevi e divergenti. L'ovario è infero uniloculare formato da 2 carpelli. Gli stigmi in genere sono corti e filiformi ed hanno la superficie stigmatica (papille) interna. La parte superiore dello stilo può essere pelosa (quella basale è glabra).

I frutti sono degli acheni con pappo. La forma dell'achenio varia da prismatica a affusolata. Il pappo, più o meno a due serie, può essere completamente assente, o formato da barbe apicali, oppure setoloso, oppure ancora formato da 30 – 50 setole capillari.

## Biologia
- Impollinazione: l'impollinazione avviene tramite insetti (impollinazione entomogama tramite farfalle diurne e notturne).
- Riproduzione: la fecondazione avviene fondamentalmente tramite l'impollinazione dei fiori (vedi sopra).
- Dispersione: i semi (gli acheni) cadendo a terra sono successivamente dispersi soprattutto da insetti tipo formiche (disseminazione mirmecoria). In questo tipo di piante avviene anche un altro tipo di dispersione: zoocoria. Infatti le brattee dell'involucro possono agganciarsi ai peli degli animali di passaggio disperdendo così anche su lunghe distanze i semi della pianta.

## Distribuzione e habitat
Le specie di questa sottotribù sono distribuite tra il Messico e l'Argentina.

## Tassonomia
La famiglia di appartenenza di questa voce (Asteraceae o Compositae, nomen conservandum) probabilmente originaria del Sud America, è la più numerosa del mondo vegetale, comprende oltre 23.000 specie distribuite su 1.535 generi, oppure 22.750 specie e 1.530 generi secondo altre fonti (una delle checklist più aggiornata elenca fino a 1.679 generi). La famiglia attualmente (2021) è divisa in 16 sottofamiglie.

### Filogenesi
Le piante di questa voce appartengono alla tribù Liabeae della sottofamiglia Vernonioideae. Questa assegnazione è stata fatta solo ultimamente in base ad analisi di tipo filogenetico sul DNA delle piante. Precedenti classificazioni descrivono queste piante nella sottofamiglia Cichorioideae oppure (ancora prima) i vari membri di questo gruppo, a dimostrazione della difficoltà di classificazione delle Liabeae, erano distribuiti in diverse tribù: Vernonieae, Heliantheae, Helenieae, Senecioneae e Mutisieae.
Le seguenti caratteristiche sono condivise dalla maggior parte delle specie della sottotribù:
- nei fusti è frequente la presenza di lattice;
- le foglie hanno una disposizione opposta e spesso sono fortemente trinervate con superfici inferiori tomentose;
- il colore dei fiori del raggio e del disco sono in prevalenza gialli o tonalità vicine;
- le corolle del disco sono profondamente lobate;
- le basi delle antere sono calcarate;
- le superfici stigmatiche sono continue all'interno dei rami dello stilo;
- il polline è spinoso e sferico.

In base agli ultimi studi filogenetici è stata chiarita abbastanza bene la struttura interna della sottotribù. Da queste analisi risulta che i generi Liabum e Sampera insieme formano un clade monofileico (ossia un “gruppo fratello”) e rappresentano il "core" della sottotribù (l'ultimo gruppo che si è formato); i generi Dillandia e Oligactis che in analisi precedenti risultavano parafiletici , ora sono stati risolti (Oligactis si è separato dal gruppo prima di Dillandia). Tutti e quattro i generi (Liabum, Sampera, Dillandia e Oligactis), insieme al genere Ferreyranthus formano un “gruppo fratello”. Il genere Ferreyranthus ("basale" del gruppo) è quindi il primo ad essersi diviso.
Rimangono tuttavia alcuni problemi. Una ricerca recente ha riscontrato che due specie di Sampera (S. coriacea e S. cuatrecasasii) sono nidificate all'interno delle specie del genere Liabum. Inoltre non è ancora stata risolta chiaramente la posizione del genere Ferreyranthus: in alcuni "alberi" filogenetici risulta in posizione politomica con il resto della sottotribù Liabinae, ma anche con un gruppo comprendente tutte le altre sottotribù della tribù Liabeae. Anche il genere Cacosmia per il momento ha una posizione incerta tra la sottotribù Liabinae e la sottotribù Sinclairiinae.
Il cladogramma seguente tratto dallo studio citato mostra l'attuale conoscenza della sottotribù.
|  | Dillandia                                          |
|  |                                                    |
|  | \| \| Sampera \| \| \| \| \| \| Liabum \| \| \| \| |
|  |                                                    |
|  | Sampera                                            |
|  |                                                    |
|  | Liabum                                             |
|  |                                                    |

|  | Sampera |
|  |         |
|  | Liabum  |
|  |         |

|  | Dillandia                                          |
|  |                                                    |
|  | \| \| Sampera \| \| \| \| \| \| Liabum \| \| \| \| |
|  |                                                    |
|  | Sampera                                            |
|  |                                                    |
|  | Liabum                                             |
|  |                                                    |

|  | Sampera |
|  |         |
|  | Liabum  |
|  |         |

|  | Dillandia                                          |
|  |                                                    |
|  | \| \| Sampera \| \| \| \| \| \| Liabum \| \| \| \| |
|  |                                                    |
|  | Sampera                                            |
|  |                                                    |
|  | Liabum                                             |
|  |                                                    |

|  | Sampera |
|  |         |
|  | Liabum  |
|  |         |

|  | Dillandia                                          |
|  |                                                    |
|  | \| \| Sampera \| \| \| \| \| \| Liabum \| \| \| \| |
|  |                                                    |
|  | Sampera                                            |
|  |                                                    |
|  | Liabum                                             |
|  |                                                    |

|  | Sampera |
|  |         |
|  | Liabum  |
|  |         |

I caratteri più significativi per la sottotribù sono:
- le specie di questo gruppo variano nel portamento da erbaceo a piccoli alberi;
- i fusti di questo clade hanno rami lunghi;
- le foglie presentano delle venature pennate;
- negli organi interni di queste piante non è presente il latice;
- nella maggior parte delle specie il pappo ha una singola riga di setole, ad eccezione di:

Ferreyranthus ha una fila esterna di scaglie appiattite a punta larga lunghe 0,1 – 1 mm;
Sampera ha una fila esterna di squame acuminate lunghe circa 1 mm;
Oligactis ha una fila esterna di setole molto più corte.
Il numero cromosomico delle specie della sottotribù è: 2n = da 12 a 39 (mediamente 2n = 18).

### Composizione della sottotribù
La sottotribù comprende 5 generi e 62 specie.

| Genere                                 | N. specie | Distribuzione                    | Caratteri distintivi |
| -------------------------------------- | --------- | -------------------------------- | --- |
| Ferreyranthus H. Rob. & Brettell, 1974 | 8         | Ecuador e Perù                   | Il portamento è arbustivo o piccolo-arboreo - I piccioli non sono alati ma alla base sono fusi con le guaine fogliari - Nelle pareti dell'achenio sono presenti dei rafidi allungati. |
| Dillandia V.A. Funk & H. Rob., 2001    | 3         | Colombia e Perù                  | La faccia adassiale delle foglie è bollosa - Il colore della corolla varia da giallo a giallo-porpora - Le brattee dell'involucro sono subembricate con forme lanceolate apici acuti - Le antere sono pallide. |
| Liabum Adans., 1763                    | 37        | America (centrale e meridionale) | Le piante sono prive di lattice - I rami dello stilo dei fiori del disco sono lunghi - La base delle antere è digitata - I fiori del raggio sono molti (20 - 120) - Le brattee dell'involucro sono disposte su 5 serie e sono da 50 a 150 - Nelle pareti degli acheni sono presenti dei rafidi a sezione subquadrata. |
| Oligactis (Kunth) Cass., 1825          | 6         | America (zona equatoriale)       | L'habitus è arbustivo o simile alla vite - I piccioli delle foglie sono (oppure no) alati, talvolta sono inclusi in foglie perfogliate (ma non sono fusi nelle guaine) - Gli acheni hanno dei rafidi a sezione subquadrata.                                                                                           |
| Sampera V.A. Funk & H. Rob., 2009      | 8 spp.    | Colombia, Ecuador e Perù         | Le infiorescenze sono terminali - I capolini sono disposti in modo corimboso - Normalmente sono presenti 18 - 50 fiori per capolino - La superficie delle appendici delle antere è liscia. |

Un recente ritrovamento di una seconda specie del genere Bishopanthus ha permesso di collocare, per il momento, le specie di questo genere nella sottotribù di questa voce in base alle caratteristiche dello stilo e dei particolari cristalli di rafidi dell'achenio.